# Дейнозух
Дейнозух (Deinosuchus, з грецької «жахливий крокодил») — вимерлий рід алігаторів. Жив 80—73 мільйони років з кінця Крейдового періоду до Неогену. Перші останки були знайдені в Північній Кароліні на початку 1851 року, але був описаний і отримав назву в 1909 році. Також був знайдений в 1948 році. Після чого Американський музей природничої історії розпочав реконструкцію черепа.
Хоча дейнозух був набагато більший, ніж будь-який сучасний крокодил або алігатор — найбільші представники цього різновиду в довжину досягали понад 16 метрів і важили понад 15 тонн, за зовнішнім виглядом він був схожий на своїх менших родичів.
Мав великі, міцні зуби, призначені для захоплення і вбивства великої здобичі і дроблення твердої їжі, а спина була покрита товстим шаром напівсферичних остеодерм. Дослідження[які?] показують, що дейнозух, можливо, жив більше 50 років, виростаючи тими ж темпами, що і сучасні крокодили, але зберігав здатність зростання протягом тривалішого періоду часу. Скам'янілості дейнозуха були знайдені в десяти штатах США (Техас, Монтана та інших, уздовж Східного узбережжя), а також на півночі Мексики. Він жив по обидва боки Західного Внутрішнього морського шляху і був домінуючим хижаком найвищого рівня в прибережних районах східної частини Північної Америки. Найбільшою чисельності популяція досягала в східній частині ареалу, трохи менше — в західній. Дейнозух, ймовірно, був здатний вбивати і поїдати великих динозаврів, дробив щелепами гігантських морських черепах, ловив дуже велику рибу і харчувався іншою водною та наземною здобиччю.

## Відкриття і назва
У 1858 році геолог Ебенізер Еммонс описав два великих викопаних зуби, знайдених в Блад-Каунті, штат Північна Кароліна. Еммонс відніс ці зуби до поліптіходону, якого він згодом вважав «родом рептилій крокодилів». Пізніше відкриття показали, що поліптіходон був плезіозавром, видом морських рептилій. Зуби, описані Еммонсом, були, ймовірно, першими останками дейнозуха, які отримали науковий опис. Ще один великий зуб був виявлений в сусідньому графстві Семпсон.
У 1903 році в Монтані, Джон Белл Хетчер було виявлено кілька копалин остеодерм «лежачими на поверхні ґрунту». Ці остеодерми були спочатку віднесені до динозавра з родини анкілозаврових сколозаврів. Розкопки на місцевості, здійснювані В. Х. Уттербеком, дозволили виявити нові викопні останки, в тому числі додаткові остеодерми хребців, ребер і лобкової кістки. Коли ці зразки були вивчені, стало ясно, що вони належать великим крокодилу, а не динозавру, дізнавшись це, Хетчер «відразу втратив інтерес до матеріалу». Після смерті Хетчера його колега Вільям Джейкоб Холланд в 1904 році вивчив і описав викопні останки. Холланд відніс ці зразки до нового роду і виду, Deinosuchus hatcheri, в 1909 році. Слово «дейнозух» походить від грецького δεινός/deinos, що означає «жахливий», і грецького σουχος/suchos, що означає «крокодил».
Експедиція Американського музею природної історії 1940 року виявила більше скам'янілостей гігантських крокодилів, на цей раз в національному парку Біг-Бенд в Техасі. Ці зразки були описані Едвіном Н. Кольбертом і Роландом Т. Бердом в 1954 році під назвою Phobosuchus riograndensis. Дональд Берд і Джек Хорнер пізніше дали останкам з Біг-Бенла назву «дейнозух», яке було прийнято більшістю сучасних вчених. Назва роду Phobosuchus, яке спочатку було введено бароном Францем НГПЦ, відтоді було відкинуто, оскільки воно належить до безлічі різних видів крокодилів, які виявилися не надто тісно пов'язані один з одним.
Американський музей природної історії піддав череп і фрагменти щелепи пластичної реставрації за зразком сучасного кубинського крокодила. Кольбер і Берд заявляли, що це була «консервативна» реконструкція, бо в результаті могла б вийти навіть велика довжина, якби як шаблон використовувався будь-який сучасний вигляд з довшим черепом, наприклад — морський крокодил. Кольбер і Берд дещо схибили щодо розмірів черепа, і реконструкція значно перебільшила його ширину і довжину. Попри неточності, реконструйований череп став найвідомішим зразком дейнозуха і вперше привернув увагу громадськості до цього гігантського крокодила.
Численні додаткові викопні останки дейнозухів були виявлені протягом декількох наступних десятиліть. Більшість з них були досить фрагментарні, але вони розширили знання про ареал гігантських хижаків. Як зазначив Крістофер А. Кину, остеодерми відрізняються настільки, що навіть «кістка гранули» може адекватно підтвердити наявність дейнозуха. Кращий черепний матеріал також був знайдений в 2002 році. Девід Р. Швіммер за допомогою комп'ютера зміг створити композитну реконструкцію 90 % черепа.

## Класифікація
Дейнозух був класифікований до родини крокодилоподібні Кольбером і Бердом насамперед на підставі стоматологічних ознак, що нагадують сучасних крокодилів. Однак повторне філогенетичне дослідження, проведене Кину в 1999 році, визначило, що дейнозух був насправді примітивним представником алігаторів. Таким чином, дейозух «не є найбільшим крокодилом в світі — він є одним з найбільших алігаторів». Ця класифікація була підкріплена відкриттям у 2005 році добре збережений череп дейнозуха в Блуффтаунскій формації штату Алабама, який має деякі риси, що нагадують сучасних американських алігаторів. Хоча він є членом тієї ж доісторичної скарби, дейнозух ні прямим предком сучасних алігаторів. Його найближчими родичами, можливо, були лейдозух і діплокодон.
Швіммер в 2002 році розглянув усі викопні останки дейнозуха як належать до одного виду. Він зазначив, що існує більше подібностей, ніж відмінностей, між західною і східною популяціями і що більшість з цих відмінностей пов'язані тільки з великим розміром західних зразків. За пріоритетними правилами Міжнародного кодексу зоологічної номенклатури цей вид буде називатися D.rugosus. Лукас і співавтори (2006) також вважають дейнозуха моноспецецифчним родом. Проте, Кину (2003) ставить під сумнів аналіз Швіммера, припускаючи, що розмір може бути серйозною діагностичною ознакою, і тому деякі з ознак, що використовуються Швіммером для установки синонімічності між двома популяціями, насправді є «примітивними» рисами, властивими і інших родів. Швіммер (2002) неофіційно називає представників західної популяції як D.riograndensis, і ряд інших дослідників, в тому числі Англії і Лебман (2000) і Уестгейт і співавтори (2006), також відносять останки західного дейнозуха до цього виду.

## Опис

### Морфологія
Попри свої великі розміри, зовні дейнозух незначно відрізнявся від сучасних крокодилів. Дейнозух володів аллігатороподібною широкою мордою зі злегка опуклим наконечником. Кожна передньощелепна кістка містила чотири зуби, і два найближчих до кінчика морди були значно менші, ніж два інші. Кожна верхньощелепна кістка (кістка, що тримає зуби у верхній щелепі) налічувала 21 або 22 зуби. Число зубів на кожній нижньощелепній кістці (кістка, що тримає зуби в нижній щелепі) було так само як мінімум 22. Всі зуби були дуже товсті і міцні, а розташовані ближче до задньої частини щелепи були округлі і короткі. Передбачається, останні були призначені для дроблення, а не для нанесення проникаючого укусу. Коли рот був закритий, тільки четвертий зуб нижньої щелепи було видно.
Сучасний морський крокодил, згідно з розрахунком Г. Еріксона, має силу укусу в 34 424 Н, при обліку загальної маси тіла в 1308 кг, а сила укусу дейнозуха, за тими ж оцінками, становила цілих 102 750 Н при загальній масі тіла в 3450 кг. У порівнянні з іншими розрахунками, хватка дейнозуха була значно потужніша, ніж у будь-якого представника сучасної фауни і більшості хижих динозаврів. Більші дейнозухи, мають набагато більшу масу, ймовірно, стискали щелепи з куди більшою силою, наближаючись до максимальних розрахунками для тираннозавра і значно перевершуючи розрахунки для 45-тонного мегалодона, для якого вказується максимальна сила укусу в 108 514 Н.
Дейнозух, як і сучасні крокодили, мав вторинним костистим піднебінням, яке дозволяло йому дихати через ніздрі, в той час як інша частина голови залишалася зануреної в воду. Хребці були побудовані процеліцним чином — порожнисті і увігнуті спереду і опуклі ззаду, з'єднуючись при цьому один з одним за принципом «м'яча і шарніра». Висота хребців становила до 30 см, поперечні відростки хребців були дуже довгі. Кінцівки відносно тіла були довші, ніж у сучасних крокодилів. Вторинне піднебіння і процелічні хребці також є характерними ознаками сучасних крокодилів еузухій.
Остеодерми (пластини), що покривають задню частину дейнозуха, були надзвичайно великі, важкі і глибоко ізбороджені деякі з них були напівсферичної форми. Глибокі ями і канавки на цих остеодерм служили точками кріплення для сполучних тканин. Разом остеодерми і сполучні тканини слугували опорою для підйому масивного тіла дейнозуха з води. Таким чином, попри його масу, дейнозух був, ймовірно, майже таким же гнучким на суші, як і його сучасні родичі.

### Розміри
Оскільки відомі останки дейнозуха занадто фрагментарні, оцінки його розмірів значно відрізняються. 1954 року Едвін М. Кольбер і Роланд Т. Берд реконструювали нижню щелепу дейнозуха завдовжки 2 м і розрахували «на основі порівняльних вимірювань», що загальна довжина тіла гігантського крокодила могла бути до 15 м. Значне менше її значення — 8—10 м — було припущено Грегорі М. Еріксоном і Крістофером А. Кину в 1999 році, оскільки ще Девід Р. Швіммер в 2002 році зазначав, що менша, давніша і більш поширена форма дейнозуха, викопні останки якої знайдені в східній Північній Америці, зазвичай мала череп близько 1 м в довжину. Використовуючи рівняння, засноване на даних розміру черепа, Швіммер припустив, що, ймовірно, загальна довжина тіла східного дейнозуха становила близько 8 м, а вага — 2,3 т. Подальші дослідження показали, що жоден із сотень відомих зразків D.rugosus не перевищував 8 метрів в довжину.
За даними дослідження Швіммера, пізніший різновид дейнозуха (D. riograndensis) досягав значно більших розмірів і жив в західній частині континенту. Це може говорити про те, що ті чи інші чинники змусили дейнозухів згодом збільшитися в розмірах. Досить добре збережений зразок черепа, виявлений в Техасі, показує, що довжина голови тварини складала близько 1,31 м, і виходячи з цього Швіммер визначив загальну довжину тіла в 9,8 м. Інший досить великий зразок був оцінений по стегнової кістки Фарлоу і співавторами в 10,64 м. Хоча найбільші останки черепів західного дейнозуха занадто погано збереглися, щоб використовувати цей метод оцінки, масштабування від хребця передбачає, що деякі з них виростали до ще більших розмірів. Швіммер оцінив загальну довжину тіла найбільших відомих зразків, що мали довжину черепа в районі 1,5 метрів, в 12 м, а можливий вага — до 8,5 т або більше. На основі цього також можна припустити, що більш старі і досвідчені дейнозухи виростали понад 14 метрів при такій довжині черепа, бо всі раніше зазначені методи брали пропорції голови до тулуба, властиві сучасним крокодилам середніх розмірів. У більш великих особин дане співвідношення порушується і голова стає меншою щодо розмірів тулуба. Крім того, найбільші представники виду, що не збереглися в палеонтологічному літописі, могли мати більші черепи і, відповідно, бути ще більшими в лінійних розмірах. Це цілком можливо, враховуючи дуже маленьку вибірку скам'янілостей D. riograndensis. Крім того, існують сліди від зубів дейнозуха на панцирі морської черепахи, в 4-5 разів перевищують аналогічні сліди від зубів 4 метрового нільського крокодила і, відповідно, дуже обережно припускають загальну довжину тіла тварини в 16—20 метрів.
Хоча існують деякі розбіжності щодо його точного розміру, викопні останки, тим не менш, досить переконливо доводять, що дейнозух був істотно більше, ніж будь-який сучасний крокодил і звичайна доросла особина D. riograndensis в середньому досягала приблизно 10-12 метрів в довжину. Навіть відносно низькі оцінки для меншого різновиду дейнозуха, D. rugosus, пропоновані Еріксоном і Кину, припускають, що максимальна вага, який досягається цим тваринам, перевищує середню вагу сучасних живих організмів в співвідношенні 3:5. Дейнозух часто описується як найбільший з крокодилів всіх часів, проте деякі копалини крокодили, в тому числі пурусзаври, рамфозухі і саркозухі, можливо, відповідали або навіть перевершували його за розмірами.

## Палеобіологія

### Харчування
У 1954 році Едвін М. Кольбер і Роланд Т. Берд припустили, що дейнозух, «цілком можливо, полював і пожирав деяких динозаврів, свого часу». Кольберт підтвердив цю гіпотезу більш впевнено в 1961 році: «Звичайно, цей крокодил полював на динозаврів, інакше з чого йому бути таким великим? Він полював у воді, де не могли існувати гігантські тероподи». Девід Р. Швіммер дізнався в 2002 році, що кілька хвостових хребців гадрозаврід, знайдених біля національного парку Біг-Бенд, мають на собі сліди зубів дейнозуха, що зміцнює гіпотезу про те, що дейнозухи харчувалися динозаврами як мінімум в деяких випадках. 2003 року Крістофер А. Кину не знайшов сліди зубів переконливим доказом хижацтва, проте погодився з тим, що дейнозухи, «ймовірно, харчувалися орнітоподами час від часу». Сліди від зубів дейнозухів також були знайдені на кістках хижих динозаврів — тираннозаврид аппалахіозаврів, часто помилково званих «Альбертозавр». Швіммер колись висловив точку зору, що навіть менші східні дейнозухи були цілком здатні успішно атакувати тероподів вагою більше однієї тонни. Дейнозух, як вважають, застосовував тактику полювання на наземних тварин, подібну сучасним крокодилам: вистежував динозаврів і інших тварин, сидячи в засідці біля самої води, а потім хапав тварин, які нічого не підозрюють, затягував їх в воду, і роздирав на шматки. У його меню могли входити не тільки орнітоподи і тероподи, але і різні цератопси, анкілозавріди і зауроподи. Дейнозух, подібно до сучасних крокодилів, був здатний до «смертельного оберту», який допомагав йому ефективно вбивати і розчленовувати велику здобич.
Швіммер і Г. Дент Вільямс припустили в 1996 році, що дейнозухи, можливо, полювали на морських черепах. У всякому разі, якщо говорити про менших Deinosuchus rugosus, то для них годування на черепах, ймовірно, було навіть більш типовим, ніж поїдання динозаврів. Ці крокодили могли використовувати свої міцні, плоскі зуби поруч з їх задньої щелепою, щоб продовбувати панцири черепах, як це роблять сучасні крокодили і алігатори. Бокошейні черепахи Bothremys були особливо поширені в східному середовищі існування дейнозухів, і деякі їх скам'янілості були знайдені зі слідами укусів, які були, найімовірніше, нанесені зубами гігантських крокодилів. У копролітах дейнозухів також були виявлені зуби акул сквалікоракс, що може бути або свідченням поїдання акул дейнозухами, або спробами акул з'їсти фекалії гігантських крокодилів.
Швіммер уклав в 2002 році, що модель харчування дейнозуха була, найімовірніше, різною в залежності від географічного положення: менші дейнозухи зі східної Північної Америки були домінуючими хижаками і займали екологічну нішу, подібну сучасним американським алігаторам. Вони харчувалися морськими черепахами, великою рибою і — рідше — динозаврами. Великі за розміром, але більш рідкісні і пізні дейнозухи, що жили на території сучасного Техасу і Монтани, могли бути більш спеціалізованими мисливцями, захоплюючи і поїдаючи великих динозаврів. Швіммер відзначив, що масивний алігатор міг бути хижаком найвищого рівня у своєму регіоні і, ймовірно, саме спеціалізація на годуванні динозаврами сприяло збільшенню розмірів дейнозухів. Найкращий сучасний екологічний аналог цього різновиду дейнозуха — чорний кайман, який є єдиний представником рдини алігаторів, часто атакуючим порівняно великих тварин. Інший великий представник родини — міссісіпський алігатор, займає дещо іншу екологічну нішу і живиться переважно дрібними тваринами.

### Темпи росту
У своєму дослідженні 1999 року Грегорі М. Еріксон і Крістофер А. Кину припустили, що темпи зростання дейнозуха можна було порівняти з сучасними крокодилами, але зберігалися протягом набагато тривалого періоду часу. Їх оцінки, засновані на річних кільцях в спинних остеодерм різних викопних останків, вказували, що кожен дейнозух, можливо, ріс понад 35 років, щоб досягти максимального розміру дорослої особини, і що найстаріші крокодили жили, можливо, протягом більше 50 років. Це була абсолютно інша стратегія зростання, ніж у великих динозаврів, які досягали дорослого розміру набагато швидше і мали більш коротку тривалість життя. За словами Еріксона, дорослий дейнозух «мав бачити, як кілька поколінь динозаврів приходили і йшли».
Швіммер відзначив в 2002 році, що дослідження Еріксона і Кину про темпи зростання істинні тільки в тому випадку, якщо кільця на остеодерм відображають річні звітні періоди, як це відбувається з сучасними крокодилами. Згідно Швіммеру, число кілець, що спостерігається у дейнозухів, могло бути наслідком різних факторів, в тому числі «міграцією їх їжі, сезонними коливаннями клімату від мокрого до сухого, океанічною циркуляцією і поживними циклами». Якщо цикл кілець дворічний, а не щорічний, то це може означати, що дейнозухи росли швидше, ніж сучасні крокодили, і мали аналогічну максимальну тривалість життя.